# Denise Simonetto
Denise Simonetto (São Paulo, 13 de março de 1955) é uma diretora, dubladora e tradutora brasileira. É a conhecida por ter dublado atrizes como: Demi Moore, Elisabeth Shue, Sigourney Weaver, Helen Slater e Julia Roberts.

## Biografia
Nascida em São Paulo, em 1973 aos 18 anos, começou a cursar Geografia na Universidade de São Paulo, e posteriormente fez Enfermagem na Unifesp. 

## Lista de trabalhos

### Como dubladora
- Punky (Soleil Moon Frye) em Punky, a Levada da Breca;[3]
- Tomoko (Mika Chiba) em Cybercop, os Policiais do Futuro;[4]
- Minnie Mouse nos curtas do Mickey dublados na S&C São Paulo / Megassom e Sigma até 1999 (substituída mais tarde por Marli Bortoletto).[5]
- Anri em Jaspion (ep.1-16; substituída por Cecília Lemes).[6]

## Prêmio
Venceu o Prêmio Yamato de 2003 na categoria Melhor Direção de Dublagem por seu trabalho em Sakura Card Captors.

Foi indicada ao Prêmio Yamato de 2011 na categoria Melhor Tradução, por seu trabalho em Meninas Malvadas.